# 盛新中学与佑贞女中旧址
39°55′57″N 116°23′09″E / 39.9325873°N 116.3859593°E

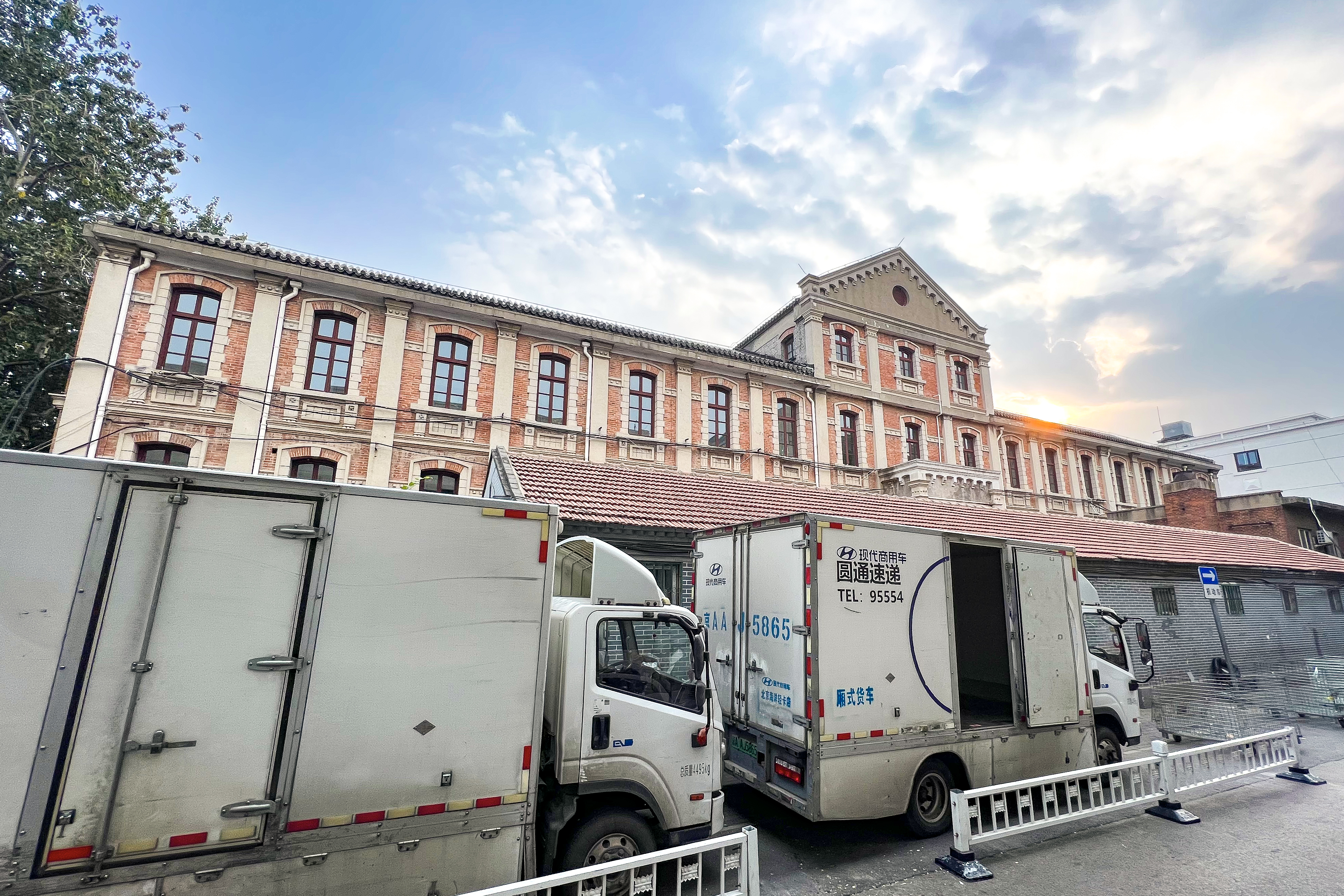
教学楼

盛新中学与佑贞女中旧址，位于北京市西城区教场胡同2号、4号北京市第四中学东校区内，原为法国天主教仁爱遣使会的两所教会学校，即盛新中学和佑贞女中所在地。1951年和1952年，两所学校先后被政府接管，随后合并为北京市第四十中学。旧址现存两座教学楼和一座礼堂。2013年3月5日，盛新中学与佑贞女中旧址被列为全国重点文物保护单位。

## 历史
1917年，隶属于法国天主教仁爱遣使会的佑贞女子国民学校正式建立，即佑贞女中，其所在地原为清朝训练八旗兵的教场。1923年，法国天主教仁爱遣使会在佑贞女中东侧修建了一座新的教学楼，是为盛新中学。中华人民共和国成立后，佑贞女中、盛新男中先后于1951年和1952年被政府接管，此后两所学校与私立佑贞女子师范学校、私立道明中学、北京市私立和平女子中学、北京市私立和平中学等学校合并为北京和平中学，不久又更名为北京市第四十中学。1963年，北京市第四十中学的初中部被拆分为北京北海中学。1990年2月，盛新中学与佑贞女中旧址被列为北京市文物保护单位。2005年，北海中学与北京四中合并，成为北京四中的东校区，即初中部的所在地:487:100,367:448。2010年，出于保护文物的考虑，国家文物局否决了北京四中初中部在该旧址的保护范围内修建阶梯教室和教学楼的工程设计方案。2013年，盛新中学与佑贞女中旧址被列为全国重点文物保护单位。

## 结构
盛新中学与佑贞女中旧址位于西城区教场胡同2号、4号，现存两座教学楼和一座礼堂，均为典型的民国时期教会建筑。礼堂原为学校内的教堂，坐西朝东，建筑平面呈十字形。教学楼均为地下一层、地上两层、入口处局部三层的建筑，坐北朝南。三座建筑均为红瓦坡屋顶，红砖清水墙镶嵌石料作为装饰。旧址旁还有清教场碑，其大致内容为八旗子弟要认真学习骑射和满文。:367:822:202